# 王懋昭 (光緒進士)
王懋昭（？—？），四川省潼川府遂寧縣人，清朝政治人物、同進士出身。

## 生平
光緒十八年（1892年），参加光緒壬辰科殿試，登進士三甲127名。同年五月，著交吏部掣签分发各省，以知县即用。